# Emmanuel Gomez, senior
Emmanuel Gomez était un Luso-Africain (en) de Bissau.
Il est le fondateur de la dynastie luso-africaine à Bakia, dans le Rio Pongo (actuel Boffa), au XVIIIe siècle. Il était le père d'Emmanuel Gomez, junior et Niara Bely.